# Séminaire des Missions étrangères

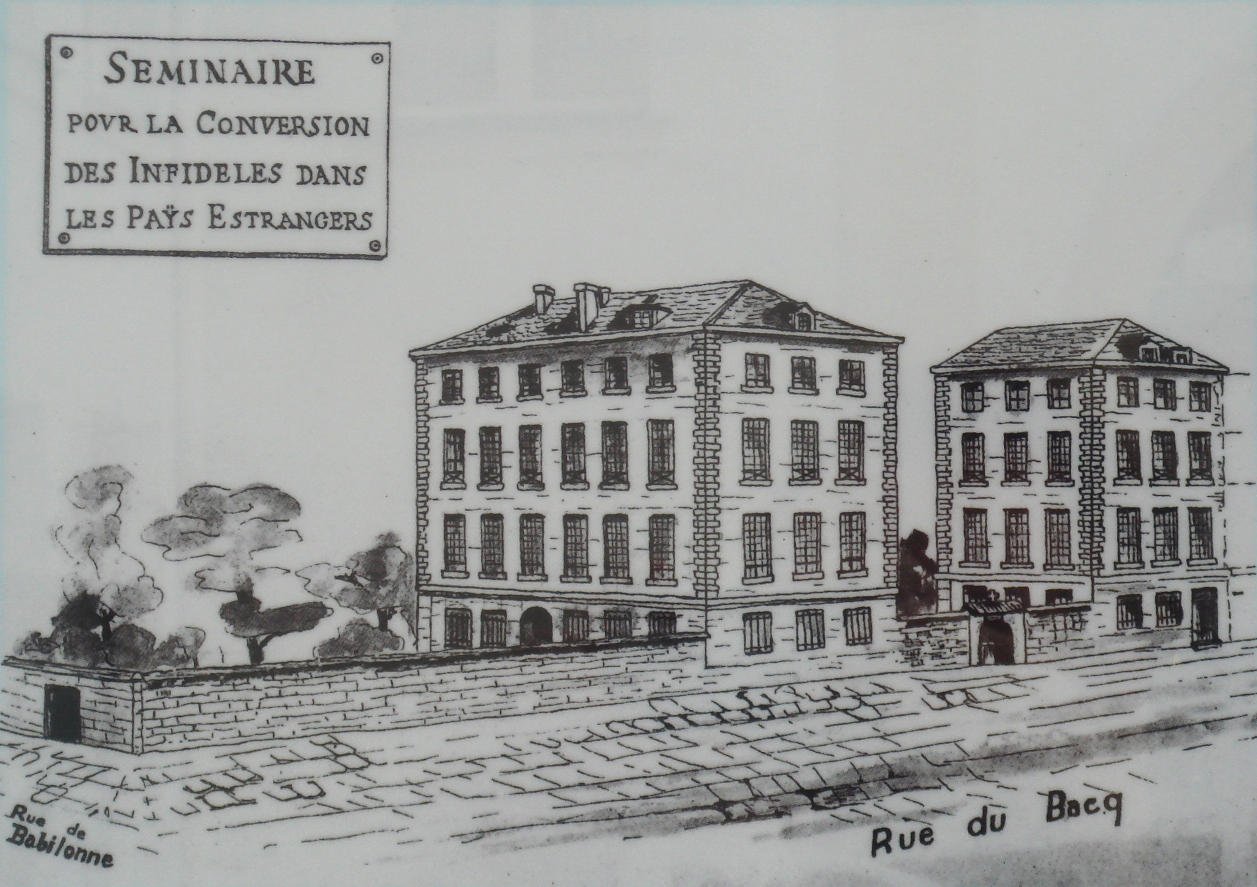
Séminaire pour la Conversion des Infidèles dans les Paÿs estrangers (Seminar für die Bekehrung der Ungläubigen in fremden Ländern) – Gebäude der Pariser Mission in der Rue du Bac (1663)

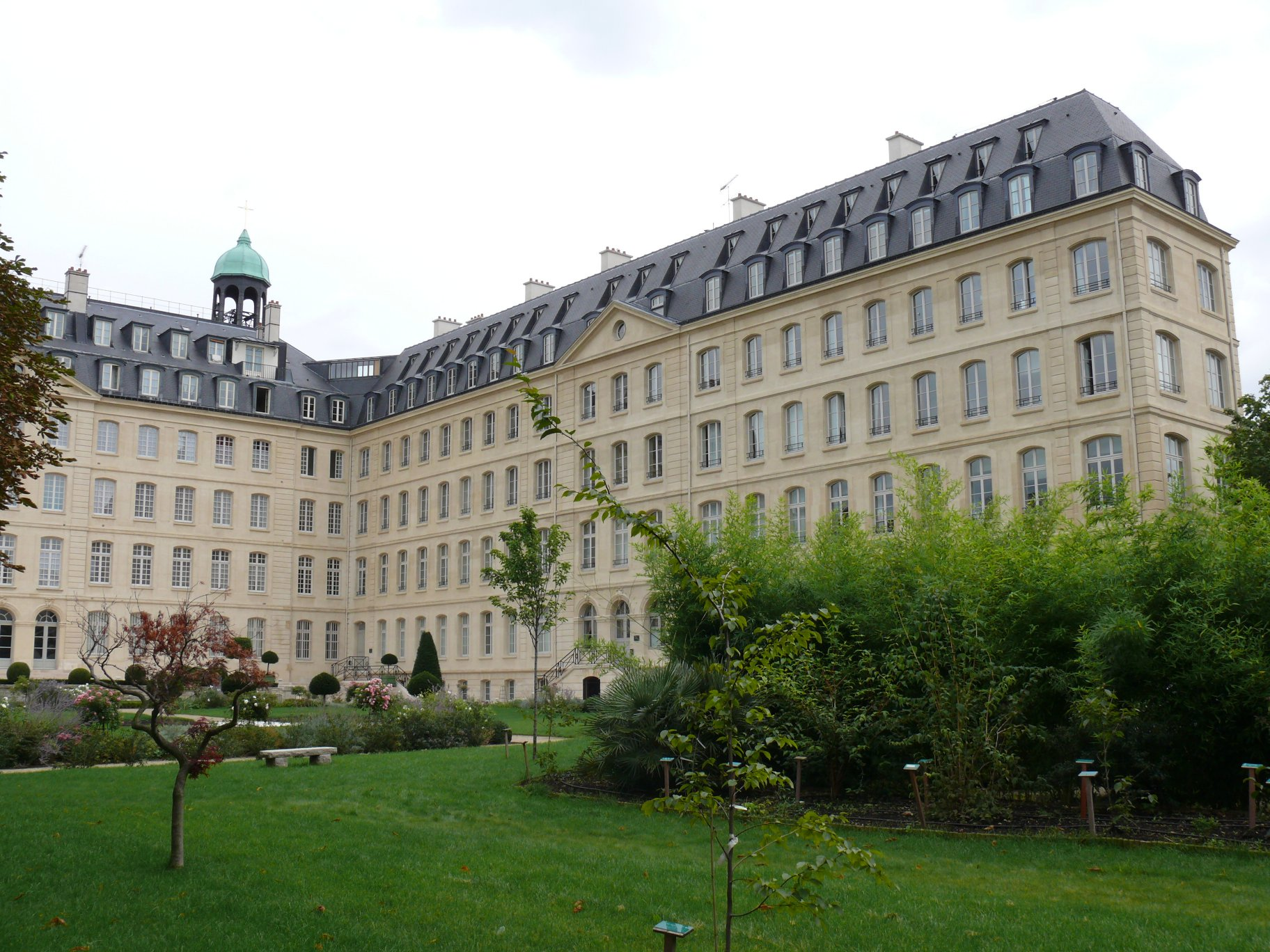
Séminaire des Missions étrangères in Paris

Das Séminaire des Missions étrangères (frz.; Seminarium der auswärtigen Missionen) ist ein katholisches Seminar und das Stammhaus der Missions étrangères de Paris (MEP), einer katholischen Gesellschaft apostolischen Lebens mit Sitz in Paris, das die Zustimmung von Papst Alexander VII. erhielt und die rechtliche Anerkennung der französischen Regierung.
Ziel der Gesellschaft ist die Evangelisierung in nicht-christlichen Ländern. In diesem Sinne ist sie im kanonischen Sinne weder eine Kongregation noch ein Orden und ihre Mitglieder werden auch nicht als Ordensleute betrachtet. 
Das Ziel der Gesellschaft ist die Evangelisierung der Völker durch die Gründung von Kirchen und die Entwicklung eines lokalen Klerus unter der Jurisdiktion von Bischöfen. Um freiwillige Missionare anzuwerben und auszubilden, wurde 1663 das Haus in der Rue du Bac im 12. Arrondissement  (Reuilly) Paris gegründet (128 Rue du Bac), wo es sich auch heute noch befindet. 
Eine erste Kapelle des Seminars, die Chapelle de la Sainte-Famille (Kapelle der Heiligen Familie), wurde ab 1683 durch die zweite heutige Chapelle de l’Épiphanie ersetzt. Ein Salle des Martyrs genannter Saal erinnert an die Missionare der Pariser Mission, die für ihren Glauben starben.
In der im päpstlichen Büro des  Werkes der Glaubensverbreitung erschienenen Zeitschrift Les missions catholiques wurde in verschiedenen Nummern über das Seminar berichtet. 
In seinen Querelles littéraires (1761) widmete Augustin Simon Irailh dem Streit zwischen dem Seminarium der auswärtigen Missionen und den Jesuiten ein Kapitel.
Die Neckar-Zeitung beispielsweise berichtete 1829 über das Seminar:

„Das Seminarium in der Straße du Bac hat fünf Missionen zu unterhalten, nämlich zwei in Suchenen, China, Cochinchina, Tunking, Siam und in Indien, welche zusammen 400.000 Cristen zählen können.“